# Willy Hernangómez
Guillermo Gustavo "Willy" Hernangómez Geuer, född 27 maj 1994 i Madrid, är en spansk basketspelare (center). Han blev olympisk bronsmedaljör i basket vid OS 2016 i Rio de Janeiro.

## Lag
- Real Madrid B (2011–2013)
- Real Madrid (2013–2016)
  - →  CB Sevilla (lån, 2013–2015)
- New York Knicks (2016–2018)
- Charlotte Hornets (2018–2020)
- New Orleans Pelicans (2020–2023)
- FC Barcelona (2023–)